# EUR-Lex
EUR-Lex – internetowa, wielojęzyczna, bezpłatna baza danych gromadząca akty prawne Unii Europejskiej, umożliwiająca bezpośredni dostęp do prawa Unii Europejskiej. 1 listopada 2004 r. została połączona z płatną bazą CELEX, którą zastąpiła całkowicie od 31 grudnia 2004. Zawiera pełne wersje tekstowe Dziennika Urzędowego UE, teksty przepisów całego prawa wtórnego, orzecznictwo Trybunału Sprawiedliwości Unii Europejskiej i Sądu oraz projekty aktów prawnych. Bazą EUR-Lex zarządza Urząd Oficjalnych Publikacji Wspólnot Europejskich.